# Dawid Landberg
Dawid Landberg (również: David Lan-Bar) (ur. 1912 w Rawie Ruskiej, zm. 1987 w Paryżu) – polski malarz pochodzenia żydowskiego tworzący we Francji.
Nieznane jest wykształcenie plastyczne Dawida Landberga, w 1934 opuścił rodzinne miasto uciekając przez pogromem i wyjechał do Mandatu Palestyny, zamieszkał tam w Jerozolimie. Studiował z Mirona Simy na Uniwersytecie Hebrajskim, ale w krótkim czasie przeniósł się do Tel Awiwu-Jafy i studiował u Aharona Avni. Tam zaprzyjaźnił się z Awigdorem Stemackim i Jezechielem Streichmanem. W 1948 wyjechał do Paryża, gdzie planował poszerzyć swoją wiedzę malarską studiując na École des Beaux-Arts i zapoznać się z techniką innych mistrzów pędzla. Pozostał tam aż do swojej śmierci w 1987. Wcześniejsze prace Dawida Landberga charakteryzowały ostre kontury i powściągliwe stosowanie palety barw, po wyjeździe do Francji obiekty na jego obrazach miały rozmyte kontury, ale za to artysta stosował bogatą gamę kolorów. Obrazy Dawida Landberga uczestniczyły w wystawach w Paryżu, Tel Awiwie, Hajfie, Nowym Jorku, Chicago, Detroit i Turynie, a także w biennale w São Paulo. W Paryżu wystawiał często w Galerie Breteau, w galerii Katii Granoff, Maurice Kreigela i Lélii Mordoch.